# Andrés Martínez Salazar
Andrés Martínez Salazar (Astorga, España, 8 de febrero de 1846 - La Coruña, España, 6 de octubre de 1923) fue un editor español que desarrolló buena parte de su trabajo en Galicia.
Realizó sus estudios en Madrid, ingresando en el Cuerpo de Archiveros y pasando a dirigir, en 1872, el Archivo Histórico de Galicia en La Coruña. En esta ciudad entró en contacto con la cultura gallega, publicando varios trabajos sobre temas filológicos e históricos. Su labor editorial fue fundamental en el desarrollo de la literatura gallega del Rexurdimento. No sólo pasaron por su editorial textos propios de las tradiciones literarias de Galicia, como la Crónica Troiana, la versión gallega de Las Partidas de Alfonso X El Sabio o las Proezas de Galicia de Xosé Fernández de Neira, sino que editó libros como Los Precursores de Manuel Murguía, El Idioma Gallego de Antonio de la Iglesia, Aires da Miña Terra de Manuel Curros Enríquez y Queixumes dos Pinos de Eduardo Pondal.
Fue director de la Revista Galicia y presidente de la Real Academia Gallega. Es abuelo del escritor Carlos Martínez-Barbeito.